# Commune de Rabat
Pour les articles homonymes, voir Rabat (homonymie).
La Commune de Rabat couvre toute la ville de Rabat (Maroc), sauf Touarga qui a un statut spécial. Sa présidente depuis 2024 est Fatiha El Moudni.

## Organisation
La commune de Rabat est constitué d'une administration dirigée par le maire, d'un conseil communal, et de 5 arrondissements : 
1. Agdal-Ryad
2. El Youssoufia
3. Hassan
4. Souissi
5. Yacoub El Mansour

Avant 2003, Rabat était partagée en 5 communes totalement différentes. 
Depuis la loi sur l'unité de la ville (2003), Rabat est une seule commune avec 5 arrondissements locaux.
La Commune de Rabat présente la particularité que selon la loi, c'est le Wali qui exerce les pouvoirs de la commune dans le domaine de l'occupation de l'espace public, du stationnement, et de la circulation .

## Administration
Le siège de la commune de Rabat est situé avenue Mohamed Bel Hassan Al Ouazzani, dans le quartier de Hay Nahda.
En 2018, la Commune de Rabat compte 4351 fonctionnaires communaux.  La ville détache une partie de ses fonctionnaires auprès des arrondissements. 
Les effectifs sont répartis ainsi :  
- 1648 fonctionnaires pour l'administration centrale

- 687 fonctionnaires pour l'arrondissement Yacoub Al Mansour
- 611 fonctionnaires pour l'arrondissement Hassan
- 378 fonctionnaires  pour l'arrondissement Agdal-Ryad
- 275 fonctionnaires  pour l'arrondissement Youssoufia
- 161 fonctionnaires pour l'arrondissement Souissi

## Sociétés de Développement Locales
Depuis quelques années, le ministère de l'intérieur via la direction des collectivités territoriales encourage la création de Société de Développement Locales (SDL). Les SDL sont censées pouvoir agir rapidement et avec efficacité sur des questions techniques et complexes. Celles-ci font parfois l'objet de critiques pour leur fonctionnement.

### Rabat Aménagement
La commune de Rabat est actionnaire à 30% de la Société Rabat Région Aménagement.
Le premier directeur nommé à la tête de cette société est monsieur Abderrahmane Ifrassen.
Il est ensuite remplacé en mai 2021 par monsieur Mohammed Belbachir .
Le conseil d'administration est composé des personnes suivantes : 
- Le Wali - Président du Conseil d'Administration
- Maire de Rabat - Membre du Conseil d'Administration
- Le Président de la Banque Centrale Populaire - Membre du Conseil d'Administration
- Président de la Région - Membre du Conseil d'Administration
- Le Ministre de l'Economie Membre du Conseil d'Administration

L'entreprise, censée amener une gestion professionnelle de la ville, fait l'objet de nombreuses critiques.
Les dates des conseils d'administration et les décisions prises n'ont jamais été publiées.
Par ailleurs, selon son site internet, le mandat de cette SDL est le suivant : 
"La Société Rabat Région Aménagements est une société anonyme (S.A), créée en Novembre 2014 afin d’assurer la Maitrise d’Ouvrage Déléguée du programme de développement de la ville de rabat 2014-2018 baptisé « Rabat ville lumière, capitale Marocaine de la culture» et qui concerne la valorisation du patrimoine culturel et le renforcement de l’accès aux services et équipements sociaux de proximité.
Dans les faits, ce mandat légal n'est pas respecté. Ainsi, cette société continue de mener des travaux, au delà du délai 2014-2018 évoqué. Par ailleurs, elle mène des travaux dans la ville de Kénitra, qui n'a pourtant aucun rapport avec le projet Rabat Ville Lumières évoqué, ni aucun représentant au sein du conseil d'administration.

### Rabat Animation et Développement
Rabat Animation et Développement est une société de développement locale, crée en 2017 par le Conseil Préfectoral de Rabat en concertation. Son directeur est Monsieur Boujemaa DARAY.

### Rabat Ville Verte
En janvier 2021, le conseil de la ville de Rabat valide la création de la SDL Rabat Ville Verte.  
Son conseil d'administration est présidé par le Wali Mohamed Yaacoubi.

### Rabat Voyageur
Une société de développement locale intitulée "Rabat Voyageur" est créée le 1er février 2022.
Elle a pour objet la gestion de la nouvelle gare routière de Rabat. Son actionnariat est détenu par la Commune de Rabat et la Société Nationale du Transport et de la Logistique (SNTL).

## Élus municipaux

### Chronologie des maires
| Maires de Rabat      | Maires de Rabat | Maires de Rabat |
| Président du conseil | Début           | Fin             |
| -------------------- | --------------- | --------------- |
| Fatiha El Moudni     | 2024            | En cours        |
| Asmaa Rhlalou        | 2021            | 2024            |
| Mohamed Sadiki       | 2015            | 2021            |
| Fathallah Oualalou   | 2009            | 2015            |
| Omar Bahraoui        | 2003            | 2009            |
| Noureddine Benomar   | 1997            | 2003            |
| Abdelfattah Sebbata  | -               | 1997            |

### 2021-2024 - Asmaa Rhlalou
À la suite des élections de 2021, la présidente du conseil communal de Rabat est Asmaa Rhlalou (سماء غلال). Elle s'est présentée sur la liste du RNI. Elle fait face à de virulentes critiques, même au sein du RNI, notamment pour sa gestion du budget. Elle démissionne le 28 février 2024, avant la moitié de son mandat.

### 2015-2021 - Mohamed Sadiki
Au lendemain des élections 2015, le Parti de la Justice et du Développement (PJD) dispose d'une large majorité au conseil municipal. Le maire de la ville pendant cette période est monsieur Mohamed Sadiki.

### 2009-2015
De 2009 à 2015, le maire est Fathallah Oualalou.

## Jumelage
Le 1er octobre 2012, un accord de jumelage entre la commune et Jérusalem-Est a été signé par Fathallah Oualalou, alors président du conseil communal, et Adnane Al-Husseini, nommé par l'Autorité palestinienne gouverneur de cette partie de Jérusalem.